# Alfabeto georgiano
El alfabeto georgiano (en georgiano: ქართული დამწერლობა kartuli damts'erloba) consta de 33 letras usadas para escribir el georgiano y otras lenguas cercanas. Se caracteriza porque en su evolución histórica ha tomado tres formas muy divergentes, pero equivalentes: asomtavruli (mayúsculas eclesiásticas), nusjuri (minúsculas eclesiásticas) y mjedruli (secular moderna). Es un alfabeto unicameral y se escribe de izquierda a derecha.
Las muestras más antiguas del alfabeto son las inscripciones de Bir el-Qutt datadas en el año 430 d. C. y encontradas en un monasterio georgiano de Palestina, usando el sistema asomtavruli. Este sería sustituido paulatinamente por el nusjuri (nuskhuri), hacia el siglo IX. El nusjuri fue reemplazado a su vez por la versión de forma más redondeada, conocida como mjedruli (mkhedruli), que pasaría a ser común en el siglo X. La Iglesia ortodoxa georgiana sigue usando ampliamente en sus escritos e iconografía los dos sistemas anteriores.
Las letras modernas, como las antiguas, son una escritura unicameral: no diferencian mayúsculas y minúsculas. Sin embargo, cuando se desarrollaron las letras nusjuri, estas se combinaban con el asomtavruli de forma similar a las minúsculas y mayúsculas, así formaron temporalmente una escritura bicameral que denominamos «khutsuri». Todavía algunos autores utilizan las letras redondas clásicas asomtavruli como mayúsculas en textos modernos para titulares, para logos, etc. También se ha desarrollado una variante mayúscula (denominada «mtavruli») del alfabeto moderno, más fácil de leer que las antiguas formas clásicas.
En 2016 la Unesco inscribió esta escritura en la lista representativa de Patrimonio Cultural Inmaterial de la Humanidad con el título «tradición cultural viva de los tres sistemas de escritura del alfabeto georgiano».

## Historia

### Asomtavruli

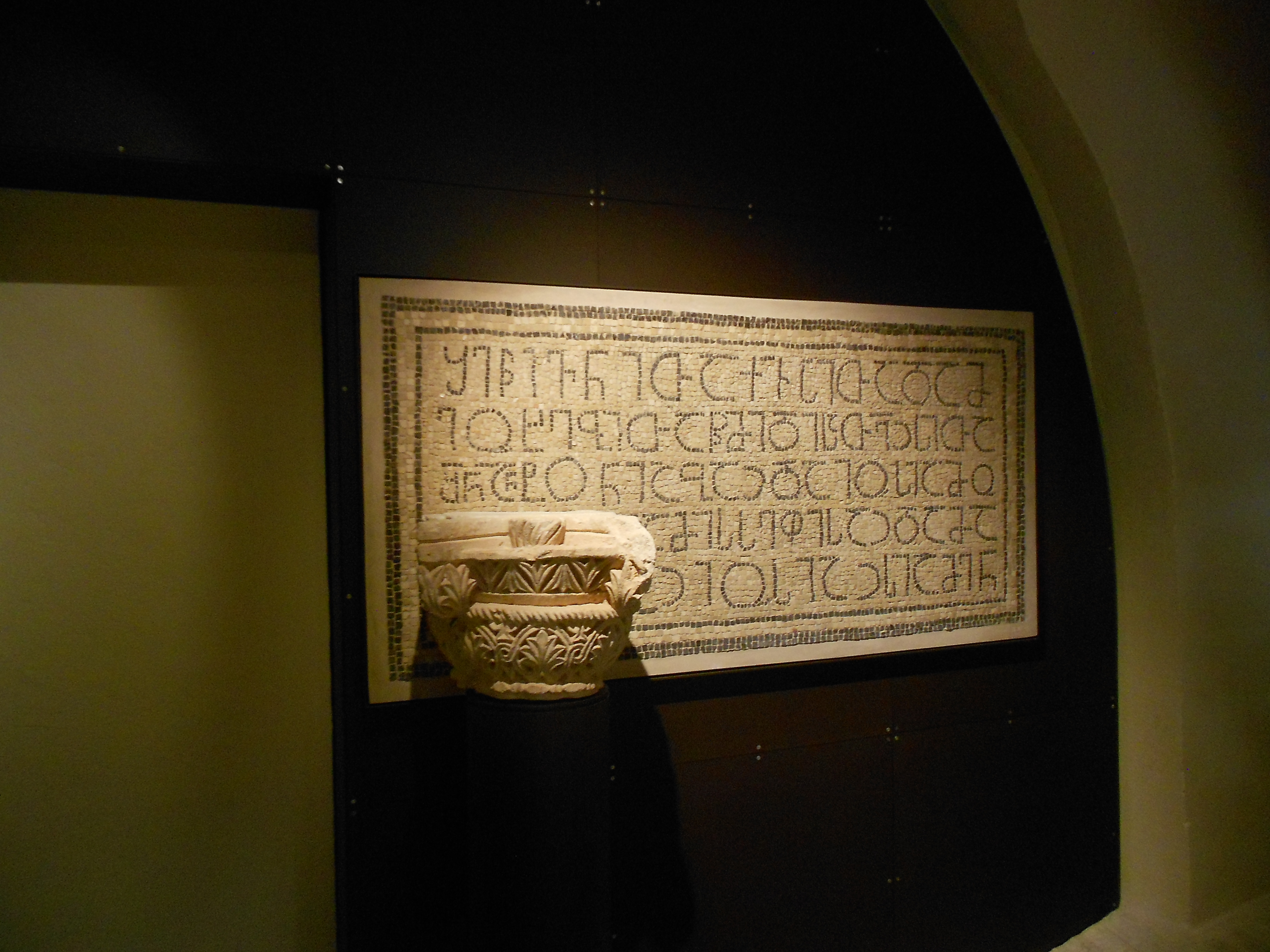
Una de las inscripciones de Bir el Qutt, año 430 d. C.

El mrgvlovani (en georgiano: მრგვლოვანი), término que deriva de mrgvali (მრგვალი), que quiere decir «redondeado», es el nombre tradicional de la forma más antigua del alfabeto georgiano, hoy se usa el término asomtavruli (en georgiano: ასომთავრული; /ɑsɔmtʰɑvruli/), que quiere decir «letras capitales», palabra que está compuesta por el término aso (ასო) "letra" y mtavari (მთავარი) «principal», esto se debe a que se ha utilizado en combinación con los demás, para decorar letras capitales, al estilo manuscrito iluminado, pero realmente es una escritura unicameral.
Los primeros textos en asomtavruli (y por tanto en georgiano) datan del siglo V y son las que se encontraron en las inscripciones de Bir el Qutt y las de Bolnisi.
A partir del siglo IX el nusjuri empezó a ser predominante y el uso del asomtavruli quedó reducido. Sin embargo, las epigrafías sobre monumentos, del siglo X al XVIII, se continuaron escribiendo en asomtavruli. En el último periodo el asomtavruli se volvió más decorativo. En la mayoría de los manuscritos georgianos del siglo IX que se escribieron en nusjuri, el asomtavruli se utilizaba para los títulos y letras capitales. Sin embargo, aún se podían encontrar algunos manuscritos hasta el XI escritos totalmente en asomtavruli. En las primeras etapas de esta combinación de nusjuri y asomtavruli, las grafías en asomtavruli se distinguían por ser de mayor tamaño o por estar en tinta de cinabrio, pero con el tiempo, a partir del X su forma tuvo una elaborada decoración. El estilo decorativo en el asomtavruli se puede utilizar para identificar la época de un texto; por ejemplo, en los manuscritos de la época bizantina cuando el arte de aquel imperio influyó en el georgiano, las letras capitales se decoraban con dibujos de pájaros u otros animales.

Desde el XI los trazos iban decorados con flores, flechas y diseños geométricos combinando líneas y puntos. Los dos primeros se encuentran en monumentos de los siglos XI y XII, mientras que los puntos o formas geométricas en los del siglo XVIII en adelante. La importancia de una palabra también iba en relación con el color de la tinta. La letra დ (doni) del alfabeto asomtavruli suele ir decorada con peces y pájaros.
 Hay una forma decorativa retorcida del asomtavruli que consiste en mezclar letras entre ellas, unidas con ganchos, o dibujando letras pequeñas dentro de otras letras más grandes. Este estilo se utilizó principalmente para títulos de manuscritos, aunque también se puede encontrar en alguna inscripción.
| Ⴀ ani  | Ⴁ bani  | Ⴂ gani | Ⴃ doni   | Ⴄ eni  | Ⴅ vini | Ⴆ zeni  | Ⴡ he    | Ⴇ tani  | Ⴈ ini   | Ⴉ k'ani | Ⴊ lasi  | Ⴋ mani   | Ⴌ nari   | Ⴢ hie   | Ⴍ oni  | Ⴎ p'ari | Ⴏ zhani | Ⴐ rae |
| Ⴑ sani | Ⴒ t'ari | Ⴣ vie  | ႭჃ Ⴓ uni | Ⴔ pari | Ⴕ kani | Ⴖ ghani | Ⴗ q'ari | Ⴘ shini | Ⴙ chini | Ⴚ tsani | Ⴛ dzili | Ⴜ ts'ili | Ⴝ ch'ari | Ⴞ khani | Ⴤ qari | Ⴟ jani  | Ⴠ hae   | Ⴥ hoe |

### Nusjuri

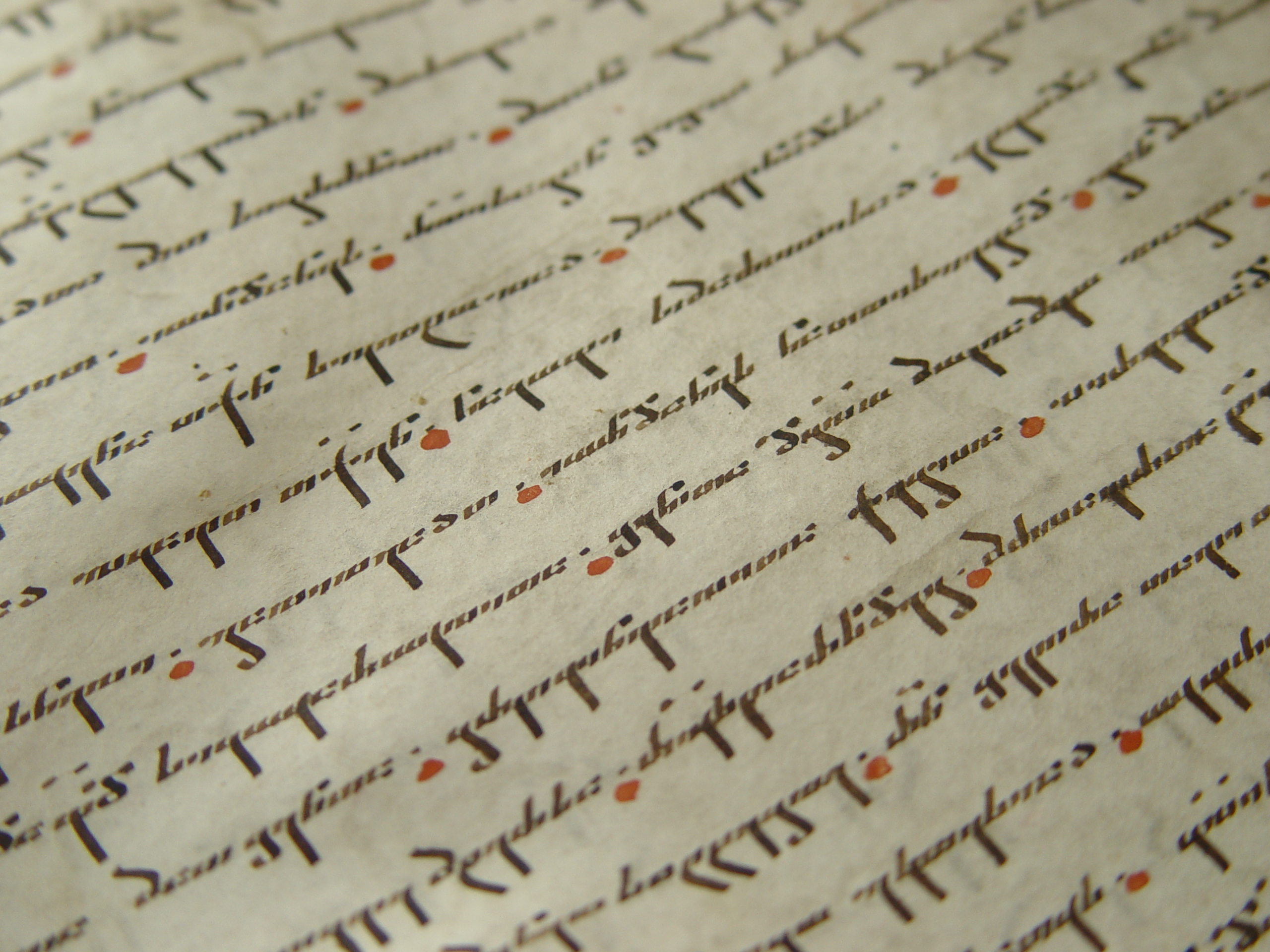
Caligrafía nusjuri de Mikael Modrekili,

El nuskhuri (en georgiano: ნუსხური; /nusxuri/, adaptado al español como "nusjuri") es el segundo tipo de alfabeto, por antigüedad, empleado por el idioma georgiano. La palabra nuskhuri viene de nuskha (ნუსხა), que quiere decir «listado». El nusjuri pronto se combinó con letras capitales en asomtavruli, de la manera que ya se ha descrito en el apartado anterior. Esta combinación se denomina khutsuri (en georgiano: ხუცური, que significa literalmente «clerical», término derivado de khutsesi (ხუცესი «clérigo») y se utiliza en hagiografías.
El nusjuri apareció por primera vez en el siglo IX como variante gráfica del asomtavruli. La inscripción más antigua data del 835 y está en la iglesia de Ateni Sioni. Los manuscritos más antiguos que se han encontrado en nusjuri datan del año 864. Este alfabeto adquirió predominancia sobre el asomtavruli a partir del siglo X.

#### Aspecto
Los caracteres nusjuri varían en altura, algunos son de trazo ascendente y otros de trazo descendente, y están inclinados hacia la derecha. Las letras tienen forma angulosa, con una notoria tendencia a la simplificación de las formas empleadas en la asomtavruli. Esto permitió una escritura más rápida.
| ⴀ ani  | ⴁ bani  | ⴂ gani | ⴃ doni   | ⴄ eni  | ⴅ vini | ⴆ zeni  | ⴡ he    | ⴇ tani  | ⴈ ini   | ⴉ k'ani | ⴊ lasi  | ⴋ mani   | ⴌ nari   | ⴢ hie   | ⴍ oni  | ⴎ p'ari | ⴏ zhani | ⴐ rae |
| ⴑ sani | ⴒ t'ari | ⴣ vie  | ⴍⴣ ⴓ uni | ⴔ pari | ⴕ kani | ⴖ ghani | ⴗ q'ari | ⴘ shini | ⴙ chini | ⴚ tsani | ⴛ dzili | ⴜ ts'ili | ⴝ ch'ari | ⴞ khani | ⴤ qari | ⴟ jani  | ⴠ hae   | ⴥ hoe |

### Mjedruli

Carta de la reina Tamar de Georgia,

Mkhedruli, adaptado al español como "mjedruli", literalmente «caballero», es un término que deriva de mkhedari (მხედარი) que se puede traducir por jinete, caballero, guerrero. El mjedruli, que originariamente era unicameral, tiene actualmente una forma mayúscula por imitación del alfabeto latino llamada mkhedruli mtavruli (მხედრული მთავრული) o sencillamente mtavruli (მთავრული; pronunciado /mtʰɑvruli/), no obstante no es obligatoria y es poco utilizada. En la actualidad el mtavruli suele utilizar en textos escritos totalmente en mayúsculas como rótulos, títulos, o para dar énfasis a una palabra, aunque a finales del XIX y principios del XX se utilizaba ocasionalmente, como se hace en el alfabeto latino o en el cirílico, para la primera letra de los nombres propios y a comienzo de frase.
El mjedruli apareció por primera vez en el siglo X. La inscripción más antigua en mjedruli se encontró en la iglesia de Ateni Sioni, con fecha de antes del 982 d. C. El segundo texto por antigüedad es del XI y se trata de un documento de la corte del rey Bagrat IV de Georgia. Desde entonces el mjedruli se convirtió en el tipo de alfabeto más empleado en el Reino de Georgia para documentos oficiales, documentos históricos, manuscritos e inscripciones. De este modo pasó a ser el alfabeto de los asuntos civiles, reales y seculares, aunque nunca utilizado con propósitos religiosos. Cuando en el siglo XIX se empezaron a utilizar textos impresos, el mjedruli quedó establecido como tipo oficial para textos en georgiano.
| ა ani   | ბ bani  | გ gani  | დ doni  | ე eni   | ვ vini  | ზ zeni   | თ tani   | ი ini   | კ k'ani | ლ lasi |
| მ mani  | ნ nari  | ო oni   | პ p'ari | ჟ zhani | რ rae   | ს sani   | ტ t'ari  | უ uni   | ფ pari  | ქ kani |
| ღ ghani | ყ q'ari | შ shini | ჩ chini | ც tsani | ძ dzili | წ ts'ili | ჭ ch'ari | ხ khani | ჯ jani  | ჰ hae  |

## Sistema de escritura

### Letras
Esta es la tabla de las letras que se usan en georgiano, así como también las que se usan en idiomas próximos: laz, esvano y mingreliano (lz, sv, mg.). Las letras del segundo bloque no se usan en georgiano moderno pero sí en el antiguo y en ocasiones en otras lenguas. Las del tercer bloque son letras que se usan en otros idiomas pero nunca en georgiano.
| Letras                              | Letras                | Nombre          | AFI                                            | Transcripción | Transcripción | Transcripción | Transcripción | Valor numérico |
| Asomtavruli Nusjuri                 | Mjedruli (y mtavruli) | Nombre          | AFI                                            | Nacional      | ISO 9984      | BGN           | Laz           | Valor numérico |
| ----------------------------------- | --------------------- | --------------- | ---------------------------------------------- | ------------- | ------------- | ------------- | ------------- | -------------- |
| Ⴀ ⴀ                                 | Ა ა                   | ani             | /ɑ/, Sv: /a, æ/                                | A a           | A a           | A a           | A a           | 1              |
| Ⴁ ⴁ                                 | Ბ ბ                   | bani            | /b/                                            | B b           | B b           | B b           | B b           | 2              |
| Ⴂ ⴂ                                 | Გ გ                   | gani            | /ɡ/                                            | G g           | G g           | G g           | G g           | 3              |
| Ⴃ ⴃ                                 | Დ დ                   | doni            | /d/                                            | D d           | D d           | D d           | D d           | 4              |
| Ⴄ ⴄ                                 | Ე ე                   | eni             | /ɛ/                                            | E e           | E e           | E e           | E e           | 5              |
| Ⴅ ⴅ                                 | Ვ ვ                   | vini            | /v/                                            | V v           | V v           | V v           | V v           | 6              |
| Ⴆ ⴆ                                 | Ზ ზ                   | zeni            | /z/                                            | Z z           | Z z           | Z z           | Z z           | 7              |
| Ⴇ ⴇ                                 | Თ თ                   | tani            | /t⁽ʰ⁾/                                         | T t           | Tʼ tʼ         | Tʼ tʼ         | T t           | 9              |
| Ⴈ ⴈ                                 | Ი ი                   | ini             | /i/                                            | I i           | I i           | I i           | I i           | 10             |
| Ⴉ ⴉ                                 | Კ კ                   | kʼani           | /kʼ/                                           | Kʼ kʼ         | K k           | K k           | Ǩ ǩ           | 20             |
| Ⴊ ⴊ                                 | Ლ ლ                   | lasi            | /l/                                            | L l           | L l           | L l           | L l           | 30             |
| Ⴋ ⴋ                                 | Მ მ                   | mani            | /m/                                            | M m           | M m           | M m           | M m           | 40             |
| Ⴌ ⴌ                                 | Ნ ნ                   | nari            | /n/                                            | N n           | N n           | N n           | N n           | 50             |
| Ⴍ ⴍ                                 | Ო ო                   | oni             | /ɔ/, Sv: /ɔ, œ/                                | O o           | O o           | O o           | O o           | 70             |
| Ⴎ ⴎ                                 | Პ პ                   | pʼari           | /pʼ/                                           | Pʼ pʼ         | P p           | P p           | P̌ p̌           | 80             |
| Ⴏ ⴏ                                 | Ჟ ჟ                   | zhani           | /ʒ/                                            | Zh zh         | Ž ž           | Zh zh         | J j           | 90             |
| Ⴐ ⴐ                                 | Რ რ                   | rae             | /r/                                            | R r           | R r           | R r           | R r           | 100            |
| Ⴑ ⴑ                                 | Ს ს                   | sani            | /s/                                            | S s           | S s           | S s           | S s           | 200            |
| Ⴒ ⴒ                                 | Ტ ტ                   | tʼari           | /tʼ/                                           | Tʼ tʼ         | T t           | T t           | Ť t̆           | 300            |
| Ⴓ ⴓ                                 | Უ უ                   | uni             | /u/, Sv: /u, y/                                | U u           | U u           | U u           | U u           | 400            |
| Ⴔ ⴔ                                 | Ფ ფ                   | pari            | /p⁽ʰ⁾/                                         | P p           | Pʼ pʼ         | Pʼ pʼ         | P p           | 500            |
| Ⴕ ⴕ                                 | Ქ ქ                   | kani            | /k⁽ʰ⁾/                                         | K k           | Kʼ kʼ         | Kʼ kʼ         | K k           | 600            |
| Ⴖ ⴖ                                 | Ღ ღ                   | ghani           | /ɣ/                                            | Gh gh         | Ḡ ḡ           | Gh gh         | Ğ ğ           | 700            |
| Ⴗ ⴗ                                 | Ყ ყ                   | qʼari           | /qʼ/                                           | Qʼ qʼ         | Q q           | Q q           | Q q           | 800            |
| Ⴘ ⴘ                                 | Შ შ                   | shini           | /ʃ/                                            | Sh sh         | Š š           | Sh sh         | Ş ş           | 900            |
| Ⴙ ⴙ                                 | Ჩ ჩ                   | chini           | /tʃ⁽ʰ⁾/                                        | Ch ch         | Čʼ čʼ         | Chʼ chʼ       | Ç ç           | 1000           |
| Ⴚ ⴚ                                 | Ც ც                   | tsani           | /ts⁽ʰ⁾/                                        | Ts ts         | Cʼ cʼ         | Tsʼ tsʼ       | Ʒ ʒ           | 2000           |
| Ⴛ ⴛ                                 | Ძ ძ                   | dzili           | /dz/                                           | Dz dz         | J j           | Dz dz         | Ž ž           | 3000           |
| Ⴜ ⴜ                                 | Წ წ                   | tsʼili          | /tsʼ/                                          | Tsʼ tsʼ       | C c           | Ts ts         | Ǯ ǯ           | 4000           |
| Ⴝ ⴝ                                 | Ჭ ჭ                   | chʼari          | /tʃʼ/                                          | Chʼ chʼ       | Č č           | Ch ch         | Ç̌ ç̌           | 5000           |
| Ⴞ ⴞ                                 | Ხ ხ                   | khani           | /χ/                                            | Kh kh         | X x           | Kh kh         | X x           | 6000           |
| Ⴟ ⴟ                                 | Ჯ ჯ                   | jani            | /dʒ/                                           | J j           | J̌ ǰ           | J j           | C c           | 8000           |
| Ⴠ ⴠ                                 | Ჰ ჰ                   | hae             | /h/                                            | H h           | H h           | H h           | H h           | 9000           |
| Letras arcaicas                     |                       |                 |                                                |               |               |               |               |                |
| Ⴡ ⴡ                                 | Ჱ ჱ                   | he              | /eɪ/, Sv: /eː/                                 | —             | Ē ē           | Ey ey         | —             | 8              |
| Ⴢ ⴢ                                 | Ჲ ჲ                   | hie             | /je/, Mg,lz,sv: /j/                            | —             | Y y           | J j           | Y y           | 60             |
| Ⴣ ⴣ                                 | Ჳ ჳ                   | vie             | /uɪ/, Sv: /w/                                  | —             | W w           | —             | —             | 400            |
| Ⴤ ⴤ                                 | Ჴ ჴ                   | qari, hari      | /q⁽ʰ⁾/                                         | —             | H̱ ẖ           | qʼ            | —             | 7000           |
| Ⴥ ⴥ                                 | Ჵ ჵ                   | hoe             | /oː/, Bats: /ʕ, ɦ/                             | —             | Ō ō           | —             | —             | 10000          |
| Letras adicionales de otras lenguas |                       |                 |                                                |               |               |               |               |                |
| Ⴧ ⴧ                                 | Ჷ ჷ                   | yn, schva       | Mg, sv: /ə/                                    | —             | —             | —             | —             | —              |
| —                                   | Ჸ ჸ                   | elif            | Mg, sv: /ʔ/                                    | —             | —             | —             | —             | —              |
| —                                   | Ჶ ჶ                   | fi              | Lz: /f/                                        | —             | F f           | —             | F f           | —              |
| —                                   | Ჹ ჹ                   | gani invertida  | Lenguas daguistaníes /ɢ/                       | —             | —             | —             | —             | —              |
| —                                   | Ჺ ჺ                   | aini            | Bats: /ʕ/[2]                                   | —             | —             | —             | —             | —              |
| —                                   | — ჼ                   | nar modificador | Bats: nasalización de la vocal previa /◌̃/      | —             | —             | —             | —             | —              |
| Ⴭ ⴭ                                 | Ჽ ჽ                   | aen             | Osetio: /ə/                                    | —             | —             | —             | —             | —              |
| —                                   | Ჾ ჾ                   | signo duro      | Abjasio: velarización de la consonante previa  | —             | —             | —             | —             | —              |
| —                                   | Ჿ ჿ                   | signo labial    | Abjasio: labialización de la consonante previa | —             | —             | —             | —             | —              |

#### Letras arcaicas
La Sociedad para la Difusión de la Alfabetización entre los Georgianos, fundada por el príncipe Ilià Txavtxavadze en 1879, eliminó cinco letras que habían devenido redundantes:
- ჱ (he), también llamada "es"[25] o "e-merve" ("octava e"),[26] era equivalente a ეჲ ey, como en ქრისტჱ ~ ქრისტეჲ krist'ey («Cristo»).
- ჲ (hie), también llamada iota, utilizada en sustitución de ი (ini) tras vocal, pero acabó teniendo la misma pronunciación que ი (ini) y fue sustituida por esta letra. Por tanto ქრისტჱ ~ ქრისტეჲ (krist'ey, «Cristo») se escribe ahora ქრისტე (krist'e).
- ჳ (vie) acabó pronunciada igual que ვი vi y sustituida, como por ejemplo en სხჳსი > სხვისი (skhvisi, «otros»).
- ჴ (qari, hari)  acabó pronunciada igual que ხ (khan), y sustituida por esta letra, por ejemplo ჴლმწიფე se convirtió en ხელმწიფე («soberano»).
- ჵ (hoe) empleada en la interjección hoi! que ahora se escribe ჰოი.

### Ligaduras, abreviaciones y caligrafía
El asomtavruli a menudo toma formas muy estilizadas y ligaduras personalizadas por el escriba, además de letras entrelazadas y letras anidadas dentro de otras formando monogramas.

Monograma del rey Vakhtang I de Iberia, Ⴂ Ⴌ (გნ, GN)
Ligadura de Ⴃ Ⴀ (და, da) para la conjunción "y"

El nusjuri también puede aparecer estilizado. Los escritores forman ligaduras y abreviaciones para las nomina sacra, que incluyen diacríticos con forma de Z tumbada llamados karagma, que recuerdan al titlo del alfabeto cirílico. Dado que  los soportes de escritura como la vitela eran escasos y caros, abreviar era la norma en la escritura de manuscritos y hagiografías hacia el siglo XI.
El mjedruli entre los siglos XI y XVII empleó dígrafos hasta el punto de hacerlos obligatorios según un complejo sistema.

Abreviación en nusjuri: რომელი (Romeli, «el cual»)
Abreviación en nusjuri: იესუ ქრისტე (Iesu kriste, «Jesucristo»)
Ligadura en mjedruli: და (da, «y»)

Caligrafía mjedruli del príncipe Garsevan Chavchavadze y del rey Archil de Imeretia:

### Puntuación
En el asomtavruli y en el nusjuri se utilizan varias combinaciones de puntuación para separar palabras, frases, aclaraciones y párrafos. En  inscripciones de monumentos y manuscritos del siglo V al X, las separaciones se hacían con guiones, como -, = y =-. En el siglo X aparecen como grupos de un punto (·), dos (:), tres (჻) y seis (჻჻), posteriormente sustituidos por pequeños círculos, idea creada por Ephrem Mtsire para indicar pausas en la lectura de menos o más duración. Un punto indicaba una parada menor (especialmente entre palabras), dos puntos separaban o marcaban palabras especiales, tres puntos indicaban una parada mayor (como un nombre en aposición y en títulos que acompañan al nombre de personas, por ejemplo "el soberano Alexandre ", como puede observarse en la imagen de abajo, o en títulos, como ya ha visto en la imagen más arriba del Evangelio según san Mateo) y seis puntos indicaban el final de una frase.
A comienzos del siglo XI se empezaron a utilizar el apóstrofo y la coma. Un apóstrofo marcaba que una palabra era interrogativa y una coma aparecía al final de una frase interrogativa. Desde el XII se sustituyeron por punto y coma, que es el signo del alfabeto griego empleado para la interrogación). En el XVIII el patriarca Antonio I de Georgia reformó el sistema de puntuación metiendo: comas, punto simple, punto doble, empleado para marcar si la frase estaba "acabada", "inacabada" o si era el "final" de un párrafo o de un texto. El georgiano actual se escribe principalmente empleado la puntuación internacional procedente de la escritura en latina.

## Uso en idiomas no kartvelianos

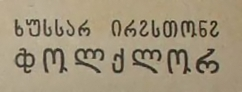
Texto osetio escrito en mjedruli, perteneciente a un libro sobre el folklore de Osetia publicado en el sur de ese país en 1940. Se puede observar dos grafías que no pertenecen al alfabeto georgiano: ჶ [f] y ჷ [ə].

- En osetio hasta la década de 1940.[32]
- En abjasio hasta la década de 1940.[33]
- En ingusetio (históricamente), reemplazado en el XVII por el alfabeto árabe y por cirílico en época moderna.[34]
- En checheno (históricamente), reemplazado en el XVII por el árabe y por  cirílico en tiempos modernos.[35]
- En avar (históricamente), reemplazado en el XVII por el árabe y por el cirílico en tiempos modernos.[36][37]
- En turco y azerí. Existe un Evangelio turco, un diccionario, poemas y un libro de medicina que datan del siglo XVIII.[38]
- En persa. La traducción del árabe al persa de los Evangelios hecha en el siglo XVIII que se conserva en el Centro Nacional de Manuscritos de Tiflis.
- En armenio. En la comunidad armenia de Tiflis, el alfabeto georgiano se utilizó a veces para escribir en armenio durante los siglos XVIII y XIX.[39]
- En ruso. En las colecciones del Centro Nacional de Manuscritos de Tiflis hay algunos poemas cortos escritos en ruso empleado el Alfabia georgiano que datan de finales del siglo XVIII y comienzos del XIX.
- En otras lenguas caucásicas del nordeste. Se empleó para escribir textos en daguestaní relacionados con las misiones religiosas georgianas de comienzos del XVIII.[40]

## Codificación digital
El primer tipo georgiano se incluyó en el estándar Unicode en octubre de 1991 con la versión 1.0. Para crear el bloque georgiano unicode, tuvieron una importante aportación del alemán Jost Gippert, lingüista especializado en estudios georgianos, Michael Everson, lingüista y programador irlandés, que desarrolló la fuente georgiana para el   Macintosh. También hicieron contribuciones significativas Anton Dumbadze e Irakli Garibashvili (no  confundir con el primer ministro de Georgia homónimo).
El mjedruli recibió el estatus oficial para convertirse nombre de dominio internacionalizado (.გე).
Las formas pseudo mayúsculas del mtavruli se añadieron a la versión unicode 11.0 en junio de 2018. Hacen de letras mayúsculas, aunque con asta descendente por debajo de la línea base, con un óvalo central amplio y con la parte superior ligeramente más alta que el asta ascendente. Antes de esta adición, los creadores de fuentes incluían mtavruli de varias formas. Algunas fuentes iban emparejadas, una para las mayúsculas y otra versión para las minúsculas; algunas fuentes unicode situaron el mtavruli en el rango reservado al asomtavruli (U + 10A0-U + 10CF) o en el área de uso privado o reemplazando las mayúsculas ASCII.
| Georgian Official Unicode Consortium code chart (PDF)                               |   |   |   |   |   |   |   |   |   |   |   |   |   |   |   |   |
|                                                                                     | 0 | 1 | 2 | 3 | 4 | 5 | 6 | 7 | 8 | 9 | A | B | C | D | E | F |
| U+10Ax                                                                              | Ⴀ | Ⴁ | Ⴂ | Ⴃ | Ⴄ | Ⴅ | Ⴆ | Ⴇ | Ⴈ | Ⴉ | Ⴊ | Ⴋ | Ⴌ | Ⴍ | Ⴎ | Ⴏ |
| U+10Bx                                                                              | Ⴐ | Ⴑ | Ⴒ | Ⴓ | Ⴔ | Ⴕ | Ⴖ | Ⴗ | Ⴘ | Ⴙ | Ⴚ | Ⴛ | Ⴜ | Ⴝ | Ⴞ | Ⴟ |
| U+10Cx                                                                              | Ⴠ | Ⴡ | Ⴢ | Ⴣ | Ⴤ | Ⴥ |   | Ⴧ |   |   |   |   |   | Ⴭ |   |   |
| U+10Dx                                                                              | ა | ბ | გ | დ | ე | ვ | ზ | თ | ი | კ | ლ | მ | ნ | ო | პ | ჟ |
| U+10Ex                                                                              | რ | ს | ტ | უ | ფ | ქ | ღ | ყ | შ | ჩ | ც | ძ | წ | ჭ | ხ | ჯ |
| U+10Fx                                                                              | ჰ | ჱ | ჲ | ჳ | ჴ | ჵ | ჶ | ჷ | ჸ | ჹ | ჺ | ჻ | ჼ | ჽ | ჾ | ჿ |
| Notas Desde la versión Unicode 13.0 Las áreas grises indican segmentos no asignados |   |   |   |   |   |   |   |   |   |   |   |   |   |   |   |   |

| Georgian Extended Official Unicode Consortium code chart (PDF)                      |   |   |   |   |   |   |   |   |   |   |   |   |   |   |   |   |
|                                                                                     | 0 | 1 | 2 | 3 | 4 | 5 | 6 | 7 | 8 | 9 | A | B | C | D | E | F |
| U+1C9x                                                                              | Ა | Ბ | Გ | Დ | Ე | Ვ | Ზ | Თ | Ი | Კ | Ლ | Მ | Ნ | Ო | Პ | Ჟ |
| U+1CAx                                                                              | Რ | Ს | Ტ | Უ | Ფ | Ქ | Ღ | Ყ | Შ | Ჩ | Ც | Ძ | Წ | Ჭ | Ხ | Ჯ |
| U+1CBx                                                                              | Ჰ | Ჱ | Ჲ | Ჳ | Ჴ | Ჵ | Ჶ | Ჷ | Ჸ | Ჹ | Ჺ |   |   | Ჽ | Ჾ | Ჿ |
| Notas Desde la versión Unicode 13.0 Las áreas grises indican segmentos no asignados |   |   |   |   |   |   |   |   |   |   |   |   |   |   |   |   |

| Georgian Supplement Official Unicode Consortium code chart (PDF)                    |   |   |   |   |   |   |   |   |   |   |   |   |   |   |   |   |
|                                                                                     | 0 | 1 | 2 | 3 | 4 | 5 | 6 | 7 | 8 | 9 | A | B | C | D | E | F |
| U+2D0x                                                                              | ⴀ | ⴁ | ⴂ | ⴃ | ⴄ | ⴅ | ⴆ | ⴇ | ⴈ | ⴉ | ⴊ | ⴋ | ⴌ | ⴍ | ⴎ | ⴏ |
| U+2D1x                                                                              | ⴐ | ⴑ | ⴒ | ⴓ | ⴔ | ⴕ | ⴖ | ⴗ | ⴘ | ⴙ | ⴚ | ⴛ | ⴜ | ⴝ | ⴞ | ⴟ |
| U+2D2x                                                                              | ⴠ | ⴡ | ⴢ | ⴣ | ⴤ | ⴥ |   | ⴧ |   |   |   |   |   | ⴭ |   |   |
| Notas Desde la versión Unicode 13.0 Las áreas grises indican segmentos no asignados |   |   |   |   |   |   |   |   |   |   |   |   |   |   |   |   |